# Port-sur-Seille
Port-sur-Seille és un municipi francès situat al departament de Meurthe i Mosel·la i a la regió del Gran Est. L'any 2007 tenia 225 habitants.

## Demografia

### Població
El 2007 la població de fet de Port-sur-Seille era de 225 persones. Hi havia 79 famílies, de les quals 16 eren unipersonals (4 homes vivint sols i 12 dones vivint soles), 24 parelles sense fills i 39 parelles amb fills.
La població ha evolucionat segons el següent gràfic:
Habitants censats

### Habitatges
El 2007 hi havia 85 habitatges, 84 eren l'habitatge principal de la família i 2 estaven desocupats. 80 eren cases i 5 eren apartaments. Dels 84 habitatges principals, 70 estaven ocupats pels seus propietaris, 12 estaven llogats i ocupats pels llogaters i 2 estaven cedits a títol gratuït; 1 tenia una cambra, 1 en tenia dues, 8 en tenien tres, 13 en tenien quatre i 61 en tenien cinc o més. 69 habitatges disposaven pel capbaix d'una plaça de pàrquing. A 32 habitatges hi havia un automòbil i a 48 n'hi havia dos o més.

### Piràmide de població
La piràmide de població per edats i sexe el 2009 era:
| Homes | Edats   | Dones |
| ----- | ------- | ----- |
| 0     | 95 o +  | 0     |
| 0     | 90 a 94 | 4     |
| 0     | 85 a 89 | 8     |
| 0     | 80 a 84 | 0     |
| 0     | 75 a 79 | 0     |
| 0     | 70 a 74 | 4     |
| 12    | 65 a 69 | 8     |
| 8     | 60 a 64 | 4     |
| 0     | 55 a 59 | 0     |
| 4     | 50 a 54 | 0     |
| 4     | 45 a 49 | 8     |
| 4     | 40 a 44 | 0     |
| 8     | 35 a 39 | 8     |
| 20    | 30 a 34 | 20    |
| 0     | 25 a 29 | 4     |
| 0     | 20 a 24 | 0     |
| 8     | 15 a 19 | 4     |
| 4     | 10 a 14 | 8     |
| 8     | 5 a 9   | 8     |
| 12    | 0 a 4   | 8     |

## Economia
El 2007 la població en edat de treballar era de 155 persones, 114 eren actives i 41 eren inactives. De les 114 persones actives 109 estaven ocupades (62 homes i 47 dones) i 5 estaven aturades (2 homes i 3 dones). De les 41 persones inactives 9 estaven jubilades, 20 estaven estudiant i 12 estaven classificades com a «altres inactius».

### Ingressos
El 2009 a Port-sur-Seille hi havia 82 unitats fiscals que integraven 224 persones, la mediana anual d'ingressos fiscals per persona era de 23.538 €.

### Activitats econòmiques
Dels 5 establiments que hi havia el 2007, 2 eren d'empreses de fabricació d'altres productes industrials, 1 d'una empresa de construcció, 1 d'una empresa de transport i 1 d'una empresa classificada com a «altres activitats de serveis».
L'únic servei als particulars que hi havia el 2009 era un electricista.
L'any 2000 a Port-sur-Seille hi havia 4 explotacions agrícoles que ocupaven un total de 704 hectàrees.

## Poblacions més properes
El següent diagrama mostra les poblacions més properes.